# تپه گمشتر سفلی
تپه گمشتر سفلی مربوط به دوران پیش از تاریخ ایران باستان است و در شهرستان جوانرود، بخش روانسر، روستای گمشترسفلی واقع شده و این اثر در تاریخ ۲۳ شهریور ۱۳۸۲ با شمارهٔ ثبت ۱۰۱۶۳ به‌عنوان یکی از آثار ملی ایران به ثبت رسیده است.